# Faiditus solidao
Faiditus solidao là một loài nhện trong họ Theridiidae.
Loài này thuộc chi Faiditus. Faiditus solidao được Herbert Walter Levi miêu tả năm 1967.